# 巴耶利峇

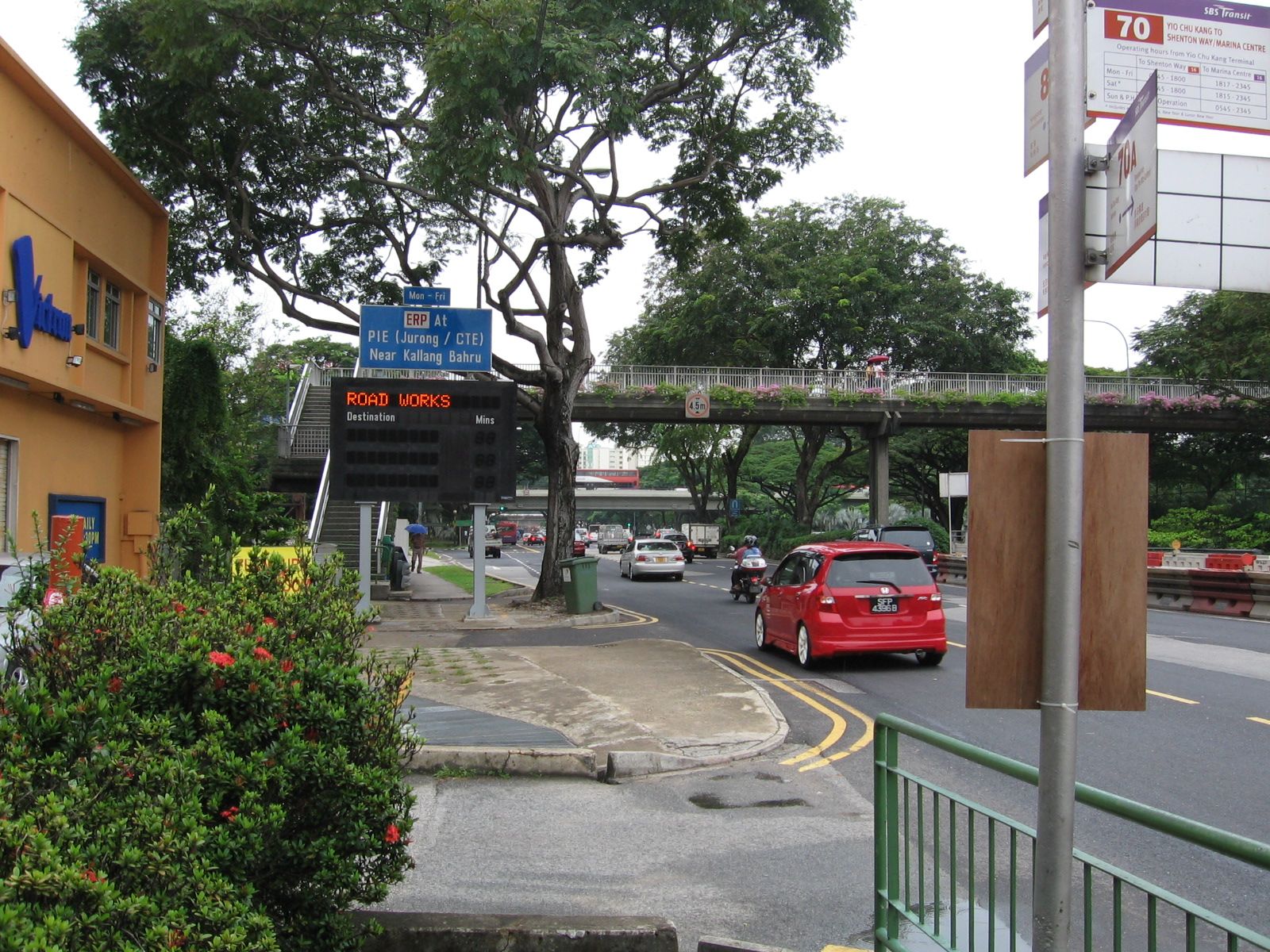
巴耶利峇路

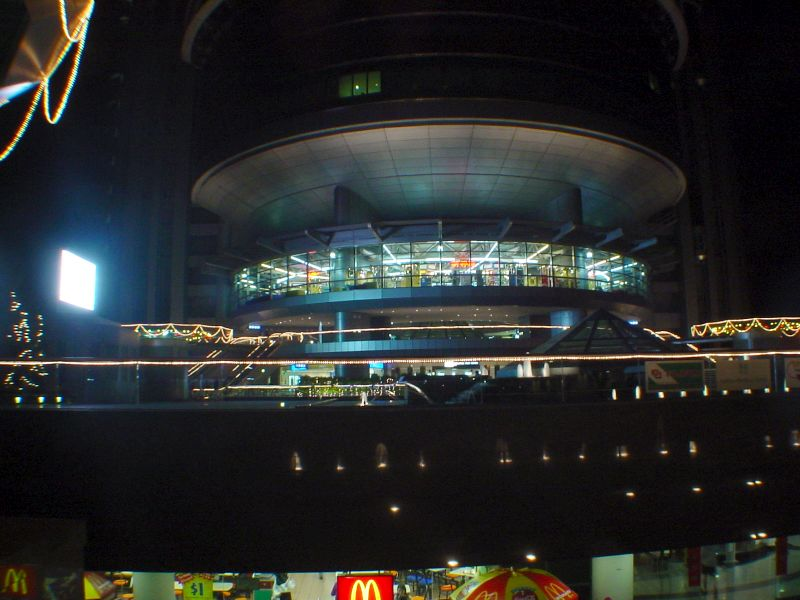
新加坡郵政總部

巴耶利峇（英語：Paya Lebar）位於新加坡東部的一個社區，從前是個位於加冷河附近的沼澤，1955年新加坡第三代國際機場（巴耶利峇機場）在此開幕，直到1981年被樟宜機場所取代，原有設施轉為軍事用途。